# Epidendrum piconeblinaense
Epidendrum piconeblinaense är en orkidéart som beskrevs av Eric Hágsater. Epidendrum piconeblinaense ingår i släktet Epidendrum och familjen orkidéer. Inga underarter finns listade i Catalogue of Life.